# Orgull de Barcelona
L'Orgull de Barcelona, també anomenat Pride Barcelona, és la manifestació que se celebra cada any a Barcelona en commemoració del Dia Internacional de l'Orgull LGBT. L'esdeveniment és organitzat per l'Associació Catalana d'Empreses per a Gais i Lesbianes en col·laboració amb entitats reivindicatives.

## Antecedents
La ciutat de Barcelona ha protagonitzat els antecedents primordials a l'Estat espanyol de les actuals desfilades de l'Orgull. El primer de tots va ser la Marxa de les Carolines, que va tenir lloc el 9 de gener de 1933 perquè diverses revoltes i bombes d'anarquistes havien destruït els orinadors que freqüentaven les travestis de l'època. La següent va ser la Manifestació de l'orgull gai de 1977, organitzada pel nounat Front d'Alliberament Gai de Catalunya, que tot i aconseguir de reunir gairebé 5.000 persones va ser dissolta per la policia. És considerada, doncs, el primer gran acte de visibilitat LGBT a Espanya.
Finalment, la primera manifestació legal d'Espanya va ser la de Madrid del 25 de juny de 1978, que va ser convocada pel Front d'Alliberament Homosexual de Castella, en la qual demanaven la derogació de la llei de perillositat social, que condemnava els homosexuals.

## Història
L'Orgull es va dur a terme per primera vegada l'estiu del 2008. La manifestació recorre l'avinguda del Paral·lel i finalitza a la plaça de Catalunya, al centre del municipi.
El 2019, Barcelona es va presentar com a candidata per a celebrar l'Europride del 2022 i per tal d'acollir-lo va haver de competir amb Belgrad, Lisboa, Porto, Dublín i Maspalomas. Finalment, van triar Belgrad. Aquell mateix any, les 35 entitats que formen el comitè organitzador van votar per a vetar la carrossa de Ciutadans a causa del seu acostament ideològic al partit ultradretà Vox.

### Lemes
- 2009: Pels drets LGTBI
- 2010: Per la igualtat trans
- 2011: Per la salut i la igualtat
- 2012: Suport al matrimoni igualitari
- 2013: Per la llei contra la LGTBI-fòbia
- 2014: Pels drets LGTBI
- 2015: Stop bullying LGTBI
- 2016: Persones trans
- 2017: Homofòbia a l'esport
- 2018: Persones refugiades LGTBI
- 2019: Famílies LGTBI
- 2021: Contra l'Estigma del VIH[10]

- 2022: Lesbianes visibles i poderoses
- 2023: L'Orgull de les Nostres Vides
- 2024: Educació en diversitat sexoafectiva i de gènere: assignatura pendent